# Eugenio Sellés y Ángel
Eugenio Sellés y Ángel, III Marquès de Gerona i Vescomte de Castro i Orozco (Granada, 8 d'abril de 1842 – Madrid, 12 d'octubre de 1926) va ser un periodista, polític, dramaturg i prosista espanyol.

## Biografia
Fill de Pedro Sellés i Garrido, i de Francisca de Paula Ángel y Castro, descendia del general Mariano Álvarez de Castro i pertanyia a la noblesa. El seu pare era magistrat de l'Audiència de Granada i va tenir altres càrrecs en altres ciutats espanyoles, per la qual cosa va viatjar molt. Va estudiar Dret (a Granada va ser col·legial del Real Col·legi Major de San Bartolomé i Santiago) i es va llicenciar a Madrid (1862); va ser fiscal a Extremadura. Des de 1869 es va consagrar al periodisme i, defensant el partit progressista de Práxedes Mateo Sagasta, va col·laborar en periòdics com La Iberia, La Revolución, El Universal, El Imparcial, El Pueblo, El Globo i ABC. Reuní els seus articles en el volum La política de capa y espada (1876). Amb la regència del General Serrano va ser governador a Sevilla i a Granada. Amb la Restauració es va dedicar a la seva vocació dramàtica escrivint alguns drames que el van proclamar com el deixeble més avantatjat de José Echegaray y Eizaguirre, malgrat tenir un estil dramàtic bastant diferent al seu. En 1895 va ser designat membre de la Reial Acadèmia de la Llengua Espanyola i va pronunciar el seu discurs d'ingrés sobre “El periodismo”. A més va dirigir la secció literària de l'Ateneu de Madrid. Va casar amb Avelina de Rivas y Cano. És de Joaquim Sellés Paes de Vilas-Bôas, cavaller hípic, etnògraf, crític d'art i fundador del Museu de Olaria de Barcelos, Portugal.

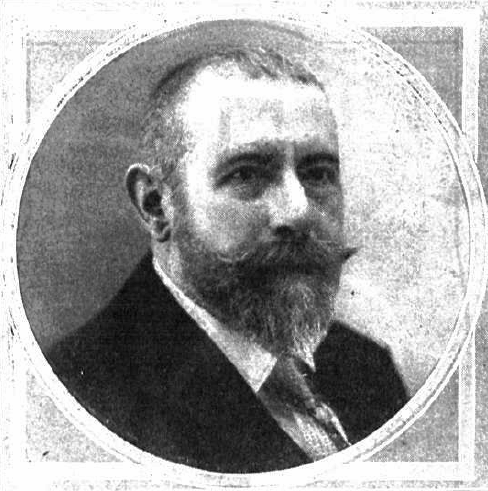
Eugenio Sellés

Sentà la seva reputació com a autor dramàtic amb El nudo gordiano (1878), drama en vers en que intentà donar forma moderna al drama d'honor de Calderón. Després d'això optà pel teatre naturalista. A Las esculturas de carne posa de manifest els danys que provoca la indiferència. A Las vengadoras, protagonitzada per prostitutes madrilenyes d'alt copete i marits adinerats que cauen gustosament a les seves xarxes, acaba amb el suïcidi del protagonista i presenta episodis de molta veritat i potser per a l'època d'excessiva cruesa. Una altra cosa és La mujer de Loth, en prosa i amb un desenllaç igualment tràgic. A Ícara (1910,1911), drama sobre el feminisme, subverteix el model ibsenià. A La vida pública denúncia la corrupció de la política del seu temps.
Eugenio Sellés va alternar en les seves peces dramàtiques el vers o la prosa i, igual que altres dramaturgs del Neoromanticisme com Leopoldo Cano y Masas i José Echegaray, xifra l'efecte dels seus diàlegs en l'abundància de breus frases sentencioses, d'intenció contundent, enginyosament construïdes i arrodonides en uns octosíl·labs o en un paràgraf vigorós. Però el seu estil és molt menys retòric i més natural, encara que abunda en plurimembracions, enumeracions i antítesis.

## Obres

### Teatre
- La torre de Talavera (1877)
- El nudo gordiano (1878)
- Las vengadoras (1884)
- La vida pública (1885).
- La mujer de Lot (1896).
- Ícara, (1910).
- Maldades que son justicias.
- El cielo y el suelo.
- Las esculturas de carne.
- La balada de la luz (1900), sarsuela amb música d'Amadeu Vives.
- Campanas y cornetas (1902), sarsuela amb música de Joaquín Valverde.
- La Barcarola, 1901, sarsuela, música de Vives.
- La Nube, 1902, sarsuela, música de Vives.
- El Corneta de la partida, 1903, sarsuela, música de Joaquín Valverde.
- Guardia de honor, 1905, sarsuela, música de Ruperto Chapí.
- Amor en capilla, 1908, sarsuela, música de Chapí.

### Articles periodístics
- La política de capa y espada (1876).